# 感聖皇后
感聖皇后（越南语：／，?—?），是越南前黎朝時期卧朝皇帝黎龍鋌的皇后。
应天十二年（1005年）冬，黎龍鋌杀死三哥中宗皇帝黎龍鉞，自立为帝，立皇后四人。感聖皇后为其中之一。景瑞元年（1008年），封感聖皇后的義兒黎偓佺為三原王。次年，黎龍鋌病死，部下李公蕴篡夺皇位，建立李朝。感聖皇后的结局史书没有记载。